# Phoradendron forestierae
Phoradendron forestierae là một loài thực vật có hoa trong họ Santalaceae. Loài này được B.L. Rob. & Greenm. miêu tả khoa học đầu tiên năm 1896.